# Jardiland
Pour les articles homonymes, voir Invivo.
 (mars 2023).
Jardiland est une entreprise française de distribution, spécialisée dans l'univers du jardin, de l'animal de compagnie avec un réseau d’environ 200 magasins dont plus d'une centaine propre. Ce réseau a un chiffre d'affaires de près de 800 millions en 2020.
Jardiland est racheté en septembre 2018 par le groupe Invivo, qui compte environ 1 402 points de vente avec les marques Gamm Vert et Delbard.

## Historique
En 1973, Jacques Derly, Gérard Lecoq, Etienne Bordet et Charles Monot décident d'unir leurs compétences pour créer une centrale d'achat dans le marché naissant du jardin. « Tripode » est né. Les affiliés se multiplient et les grands noms du paysage et de la pépinière française prennent part à ce projet. Curieux de comprendre le fonctionnement de ce marché à l’étranger, les fondateurs voyagent beaucoup et s’inspirent notamment des tendances américaines pour le développement de leur enseigne. « Jardinery » voit le jour[source secondaire souhaitée].
En 1980, le réseau prend régulièrement de l'ampleur et, au début des années 1980, une communication nationale s'impose. En 1982, Jardiland succède à Jardinery. Quatre ans plus tard, en 1986, le concept architectural de l'enseigne, et notamment l'apparition de la grande serre en bois, est mis au point et appliqué à l’ensemble des magasins du réseau. En dix ans, Jardiland est devenu l’enseigne phare des jardineries françaises et a multiplié son chiffre d’affaires par six[réf. nécessaire]. Parallèlement, en 1984, Sémaphor crée l’enseigne « Vive Le Jardin ».
La filiale espagnole de Jardiland voit le jour dans les années 1990. En 1997, l'entreprise est consacrée leader de la jardinerie en France, avec 87 points de vente dans l'Hexagone. C'est aussi l'année où une nouvelle alliance est scellée avec « Sémaphor Vive Le Jardin ».
Une nouvelle organisation est progressivement mise en œuvre à partir de 2003 sous l'impulsion d'Etienne Bordet, visant à transformer un réseau de franchisés en un groupe associant réseau de franchise, exploitation de magasins « intégrés » et pépinières de production. Le projet s'interrompt en juin 2005 sur un demi-échec face à l'opposition de Michel Conte, principal franchisé de la chaîne. En 2006, Etienne Bordet devient président du conseil de surveillance et laisse à Michel Conte la présidence du directoire, ce qui permet au réseau de relancer son opération d'intégration, représentant en propre 85 magasins sur 215, dont 115 à l'enseigne Jardiland et 70 Vive le Jardin.
Début 2014, l'entreprise est rachetée par le fonds d'investissement L-GAM pour 35 millions d'euros, et L-GAM nomme Thierry Sonalier Président du Groupe. L'objectif de cette acquisition est de relancer l'entreprise, affaiblie depuis deux ans.
En décembre 2016, le Groupe signe avec le groupe Prieux un accord portant sur l’acquisition de 14 magasins (250 salariés) situés dans la région Grand Est, pour un chiffre d’affaires de 35 millions d’euros. Cette acquisition a été réalisée avec le soutien de son actionnaire L-GAM, ce qui porte le nombre de succursales (magasins en propre) à 100.
En octobre 2017, InVivo Retail (Gamm vert, Delbard & Affiliés), et Jardiland annoncent être entrés en négociation exclusive pour étudier leur rapprochement. En septembre 2018, Jardiland est racheté par le Groupe InVivo au sein de sa filiale InVivo Retail.

## Activités
- 193 magasins Groupe dont 98 succursales[9], 81 partenaires franchisés et 12 magasins dans les DOM-TOM et à l'étranger.

## Escroquerie à la formation professionnelle
Le 2 octobre 2013, sur France 2, l'émission d’enquête Cash Investigation révèle que l'État français a demandé en septembre 2012 à la société Jardiland le remboursement de 1 585 645 euros à l'Agefos-PME et le paiement de 3 269 476 euros au Trésor public, relatif à des stages de formation professionnelle des salariés de l'entreprise qui auraient dû se dérouler entre 2007 et 2011 via le centre de formation de Jardiland actuellement dénommé Formaxis,,.
À la suite de la diffusion du reportage, Jardiland affirme avoir été l'objet d’une escroquerie montée par deux anciens salariés, indiquant que ses services n'avaient pas eu connaissance de ces éléments. Elle porte plainte en diffamation contre France Télévisions, accusant l'enquête de Cash Investigation d'être fantaisiste. En avril 2015, après le dépôt de preuves des équipes de Cash Investigation en justice, Jardiland se désiste, mettant fin aux poursuites.

## Identité visuelle

Logo de Jardinery (1973)
1er logo de Jardiland (1982-1987)
Logo en 1987
Logo de 1987 à 2009
Logo de 2009 à 2014
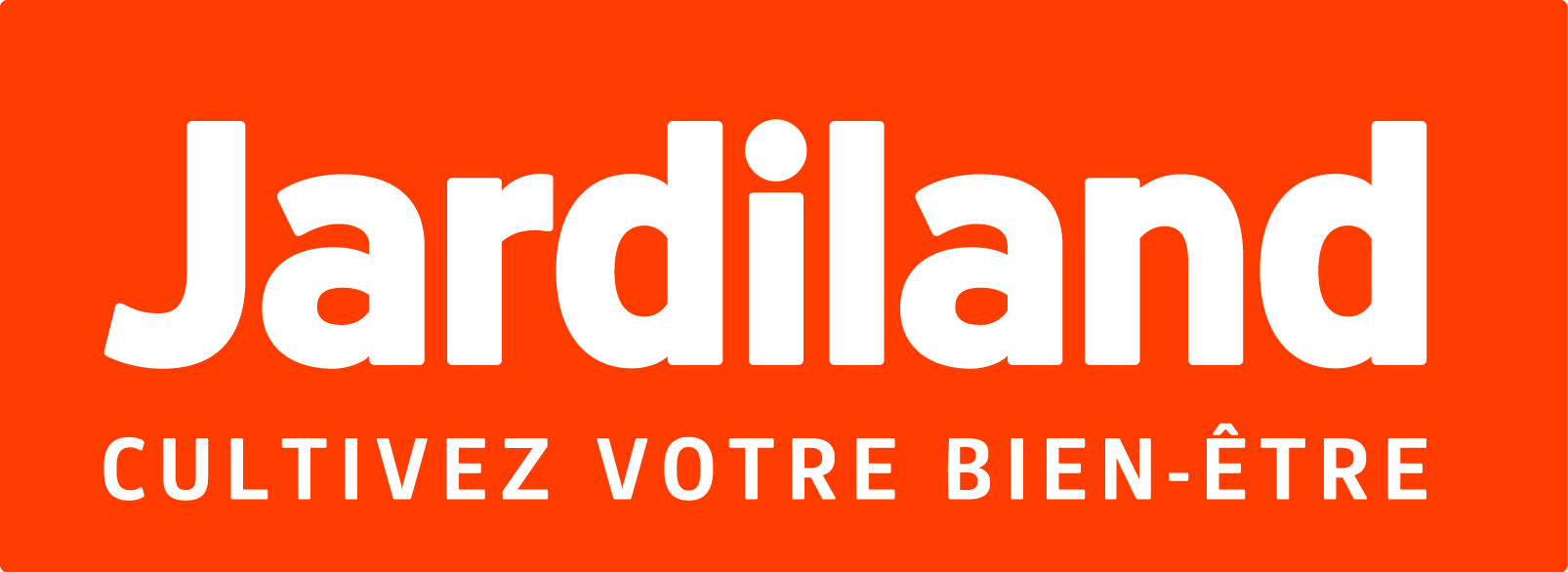
Logo depuis 2014